# Симон II фон Изенбург-Кемпених
Симон II фон Изенбург-Кемпених (на немски: Simon II von Isenburg-Kempenich; † между 12 март 1337 и 21 юни 1339) е господар на Изенбург-Кемпених.

## Биография
Той е син на Дитрих III (IV) фон Изенбург-Кемпених († 1323/1325) и съпругата му Кунигунда фон Золмс († сл. 1344), дъщеря на граф Марквард II фон Золмс-Бургзолмс († 1272/1280) и Агнес фон Спонхайм († 1287). Внук е на Герхард I фон Изенбург-Кемпених († 1287). Брат е на Дитрих V фон Изенбург-Кемпених († сл. 1341), господар на Зенгер.
През 1330 г. Симон II се прави единствен собственик на замък Кемпених, което води до кървав конфликт („Kempenicher Fehde“). През 1330 и 1331 г. се състои кървава разправия за замъка и Господство Кемпених между него и брат му Дитрих и братовчед им Герхард фон Кемпених. Герхард печели в конфликта, но умира бездетен. Така накрая Симон става собственик на замъка и господството и продължава линията.

## Фамилия
Симон II се жени за Катарина фон Сайн († сл. 1344), дъщеря на граф Йохан I фон Сайн († 1324) и Кунигунда фон Нойербург († 1347). Те имат две деца:
- Симон III фон Изенбург-Кемпених (* ок. 1326; † 1358/1360), женен за Хедвиг фон Шьонберг († 1367), дъщеря на Куно VIII фон Шьонберг или на Йохан I фон Шьонберг († сл. 1362)
- Йохан фон Изенбург-Кемпених (* ок. 1341)